# Netwerkstad Twente
De Netwerkstad Twente is een Nederlands samenwerkingsverband tussen de Overijsselse gemeenten Enschede, Hengelo, Almelo, Oldenzaal en Borne. De samenwerking is vooral projectmatig wat wil zeggen dat er samengewerkt wordt bij projecten die van regionaal belang zijn.

## Geschiedenis
De Netwerkstad is in 2001 opgericht door de gemeenten Enschede, Hengelo, Almelo en Borne. Ook de provincie Overijssel en de Regio Twente steunden de oprichting. Vanaf 2006 zocht ook Oldenzaal aansluiting bij de Netwerkstad.
De Netwerkstad heeft ook het lidmaatschap van Eurocities aangevraagd en is daar nu "Associated Partner" wat wil zeggen dat al wel wordt samengewerkt maar dat er nog geen sprake is van een volledig lidmaatschap.

## Projecten
- De renovatie van het FBK Stadion in Hengelo
- De IJsbaan Twente tussen Enschede en Hengelo
- Een indoortopsporthal in Almelo
- Het Nationaal Muziekkwartier in Enschede
- Het regionale bedrijventerrein "XL Businesspark Twente" nabij Almelo
- Verschillende uitbreidings- en renovatieplannen in de steden